# (71) Niobe
(71) Niobe is een steenachtige planetoïde en relatief langzame rotator uit de centrale regionen van de planetoïdengordel,  met ongeveer 90 kilometer in diameter. Hij werd op 13 augustus 1861 ontdekt door de Duitse astronoom Robert Luther, en genoemd naar Niobe, een personage uit de Griekse mythologie. In 1861 werd door de astronoom Friedrich Tietjen aangetoond dat de helderheid van deze planetoïde varieerde.

## Beschrijving
Niobe is lid van de Gallia familie (802), een kleine familie van bijna 200 bekende stenige planetoïden.
In 2006 werd hij met radar onderzocht met behulp van de radiotelescoop van het Arecibo Observatorium in Puerto Rico. Dit werd aangevuld met optische waarnemingen om een lichtkromming op te bouwen. De resulterende geschatte rotatieperiode van 35,6 uur, of 1,48 aarddagen, verving een eerdere schatting van de rotatieperiode op 14,3 uur. De radargegevens leverden een schatting op van een maximale equatoriale diameter van 94 km, wat overeenkomt met eerdere schattingen op basis van infraroodgegevens als wordt aangenomen dat de vorm enigszins langgerekt is.
De rotatieperiode werd verder verfijnd tot 35,864 ± 0,001 uur tijdens waarnemingen tot en met 2010. Zes steroccultaties van deze planetoïde tussen 2004 en 2007 leverden koorden op variërend van 13-72 km, die statistisch consistent zijn met de gepubliceerde maximale diameter schattingen.